# Johan Boelaert
Johan Boelaert (Gent, 6 mei 1942) is een Belgisch arts (internist en nefroloog) en historicus.

## Levensloop
Johan Boelaert is een zoon van Raoul Boelaert en Marie-Thérèse Rabozée. Raoul Boelaert was huisarts in Maldegem en werd aan de Katholieke Universiteit Leuven de eerste hoogleraar in huisartsengeneeskunde.
Johan Boelaert trouwde met beeldhouwster Anne Van Canneyt en ze kregen twee kinderen.
Na zijn middelbare studies aan de abdijschool van Zevenkerken in Sint-Andries, promoveerde hij in 1966 tot arts aan de KU Leuven. Hij specialiseerde in de inwendige geneeskunde, met bijzondere expertise in de nefrologie.
Van 1971 tot 1973 werd hij kliniekhoofd in het Hôpital Tenon in Parijs. In 1973 werd hij internist in de afdeling algemene inwendige ziekten van het Sint-Janshospitaal in Brugge. Hij werd directeur van de afdeling infectieziekten. Vanaf 1985 kwam daar de zorg bij voor talrijke hiv-patiënten.

## Onderzoek
Boelaert ontwikkelde, naast zijn dagelijkse praktijk, een uitgebreide onderzoeksactiviteit.

### Geneeskunde
Het onderzoek werd gevoerd rond de gecombineerde interesse voor de nefrologie en de infectieziekten. Het betrof:
- De graad van aanpassing van de dosis van verschillende antimicrobiële middelen bij nierinsuffiëntie en dialyse.
- De invloed van herhaalde bloedtransfusies en ijzeroverlading op infecties van dialysepatiënten.
- De gunstige invloed van erytropoëtine bij ijzer-overladen dialysepatiënten op de functies van de granulocyten.
- De nefaste rol van toediening van desferrioxamine bij ijzer- of aluminiumoverladen dialysepatiënten, bij het ontstaan van ernstige infecties door schimmels van de zygomyceten-groep, alsook de ontrafeling van het verantwoordelijke biochemisch mechanisme.

### Geschiedenis
Nadat hij op pensioen ging, bestudeerde Boelaert historische aspecten van de geneeskunde, met een focus op de middeleeuwen en Vlaanderen, waar mogelijk Brugge.

## Publicaties

### Geneeskundige studies
- (met R. DE SMEDT e.a.) The influence of calcium mupirocin nasal ointment on the incidence of "Staphylococcus aureus" infections in haemodialysis patients, in: Nephrology, Dialysis and Transplantation, 1980.
- (met M. DE LOCHT e.a.) Mucormycosis during deferoxamine therapy is a siderophore-mediated infection, in: Journal of clinial investigation, 1993.
- (met S.J. VANDECASTEELE e.a.) The effect of the host's iron status on tuberculosis, in: Journal of infectious diseases, 2007.

### Historische studies
- Zes eeuwen infectie in Brugge, 1200-1800, Leuven, 2011.
- De medische renaissance van de twaalfde eeuw. Zoektocht naar kennis en vernieuwing in de ziekenzorg, Garant, Geschiedenis van de geneeskunde en gezondheidszorg nr. 3, 2014.
- Lichaamskwalen en hun verzorging. Van Karel de Grote tot de eerste kruistocht, Uitg. Garant, Geschiedenis van de geneeskunde en gezondheidszorg nr. 6, 2017.
- Ziekte en zorg in de Merovingische tijd, Garant, Geschiedenis van de geneeskunde en gezondheidszorg nr. 11, 2018.
- De geneeskunde aan het Bourgondische hof, Geschiedenis van de geneeskunde en gezondheidszorg nr. 14, 2020.
- De geneeskunde in de bloeitijd van de scholastiek, 1200-1347, Geschiedenis van de geneeskunde en de gezondheidszorg, nr. 16, 2022.
- Het overlijden en de lijkschouwing van Filips de Goede (1467). Een medisch-historische herdenking, in: Biekorf, 2018.

- Bibsys: 2001193
- International Standard Name Identifier: 0000 0003 9238 7187
- Library of Congress Control Number: n2001007312
- Nationale Bibliotheek van Israël: 987007355785805171
- Nederlandse Thesaurus van Auteursnamen: 337733112
- Virtual International Authority File: 286433242
- WorldCat: E39PBJwtppkKfg8YKTP3gyYgKd